# Władysław Jackiewicz
Władysław Jackiewicz (ur. 17 lutego 1924 w Podbrodziu na Wileńszczyźnie, zm. 30 marca 2016 w Gdańsku) – polski malarz, pedagog, rektor Państwowej Wyższej Szkoły Sztuk Plastycznych w Gdańsku.

## Życiorys
Szkołę powszechną i gimnazjum ukończył w Wilnie.
Podczas II wojny światowej pracował jako robotnik.
Studiował na Wydziale Malarstwa w Państwowej Wyższej Szkole Sztuk Plastycznych w Sopocie. Od 1948 roku należał do PZPR. Dyplom otrzymał w 1952 roku, w pracowni profesora Artura Nacht-Samborskiego. W latach 1951–1984 pracownik w macierzystej uczelni, Państwowej Wyższej Szkoły Sztuk Plastycznych w Gdańsku (obecna nazwa uczelni od 1996: Akademia Sztuk Pięknych w Gdańsku). Od roku 1965 do 1968 był dziekanem Wydziału Malarstwa, w latach 1968–1969 prorektorem uczelni. W latach 1969–1981 pełnił funkcję rektora gdańskiej PWSSP.
Współtwórca Grupy Gdańskiej. W latach 1986–1989 był członkiem Ogólnopolskiego Komitetu Grunwaldzkiego.
Był mężem Leonidy, technologa żywności, ojciec Ewy (ur. 1956) i Pawła (ur. 1957).
Zmarł w Gdańsku, pochowany na cmentarzu parafialnym „Nowym” w Starogardzie Gdańskim. 4 marca 2019 urna z prochami prof. Władysława Jackiewicza została przeniesiona na cmentarz Łostowicki w Gdańsku.

## Wystawy
Uczestniczył w 42 wystawach indywidualnych, m.in.:
- 1968 – Nowa sieć, Praga
- 1975 – Palazzo dell Arengario, Mediolan (Włochy)
- 1977 – Instytut Kultury Polskiej, Sztokholm (Szwecja)
- 1982 – Palazzo Bagatti Valsecchi, Mediolan
- 1986 – Galeria EL, Elbląg
- 1987 – Zachęta, Warszawa
- 1988 – XLII Biennale di Venezia, Wenecja (Włochy)
- 1990 – Maison des Baillis, Rodermack (Francja)
- 1997 – Biuro Wystaw Artystycznych, Gorzów

Uczestniczył w stu kilkudziesięciu wystawach zbiorowych w kraju i zagranicą.

## Ordery i odznaczenia
- Krzyż Kawalerski Orderu Odrodzenia Polski
- Złoty Krzyż Zasługi[4]
- Medal 40-lecia Polski Ludowej[7]
- Złoty Medal „Zasłużony Kulturze Gloria Artis” (7 października 2015)[8]
- Medal św. Wojciecha za całokształt twórczości, a także za zasługi w kształceniu wielu pokoleń (2012)[9]
- Odznaka honorowa „Za Zasługi dla Gdańska” (1960)[3]

## Nagrody
- I nagroda w międzynarodowym konkursie plastycznym w Santhi (Włochy) (1969)[10]
- Nagroda Wojewody Gdańskiego w dziedzinie kultury i nauki za całokształt twórczości malarskiej i działalność pedagogiczną (1974)[11]
- Nagroda Miasta Gdańska w Dziedzinie Kultury (1981)[12]
- Nagroda Artystyczna Gdańskiego Towarzystwa Przyjaciół Sztuki za twórczość w dziedzinie malarstwa (1987)
- Nagroda Wojewody Gdańskiego w dziedzinie upowszechniania kultury (1997)
- Pomorska Nagroda Artystyczna (2004)
- Nagroda im. Kazimierza Ostrowskiego (2007)
- Nagroda Prezydenta Miasta Gdańska w Dziedzinie Kultury za całokształt pracy artystycznej, za liczny udział w wystawach polskiej sztuki współczesnej za granicą, za niezwykły subtelny kunszt malarski oraz z okazji jubileuszu 90. urodzin (2014)[13]

Źródło:.